# جوزيف ساندرز
جوزيف ساندرز (بالألمانية: Joseph Sanders)‏ هو مخترع ‏ ومهندس ألماني، ولد في 18 أكتوبر 1877 في غيردن في ألمانيا، وتوفي في 1960.